# La Injertada
La Injertada är en ort i Mexiko.   Den ligger i kommunen Turicato och delstaten Michoacán de Ocampo, i den södra delen av landet, 250 km väster om huvudstaden Mexico City. La Injertada ligger 1 165 meter över havet och antalet invånare är 116.
Terrängen runt La Injertada är lite bergig, och sluttar österut. Runt La Injertada är det ganska glesbefolkat, med 45 invånare per kvadratkilometer. Närmaste större samhälle är Tacámbaro de Codallos, 18,7 km norr om La Injertada. I omgivningarna runt La Injertada växer huvudsakligen savannskog.